# 殺戮樂團
殺戮樂團（英語：Slaughter）是來自美國內華達州拉斯維加斯的搖滾樂團，由主唱兼節奏吉他手馬克·斯勞特（Mark Slaughter）和貝斯手達納·斯特魯姆（Dana Strum）於1988年成立，1990年以首張專輯《堅持下去》（Stick It to Ya）而聞名；該專輯包含幾首熱門歌曲，如〈徹夜未眠〉、〈Spend My Life〉、〈Mad About You〉和〈Fly to the Angels〉。專輯在美國達到了雙白金唱片認證。樂團在全美穩定巡演至今。

## 外部連結
- 官方網站 （页面存档备份，存于）
- Interview with Mark Slaughter （页面存档备份，存于）
- Interview with Blas Elias （页面存档备份，存于）